# Сан Зено (Верона)
Сан Зено је насеље у Италији у округу Верона, региону Венето.
Према процени из 2011. у насељу је живело 2091 становника. Насеље се налази на надморској висини од 588 м.